# Lytro

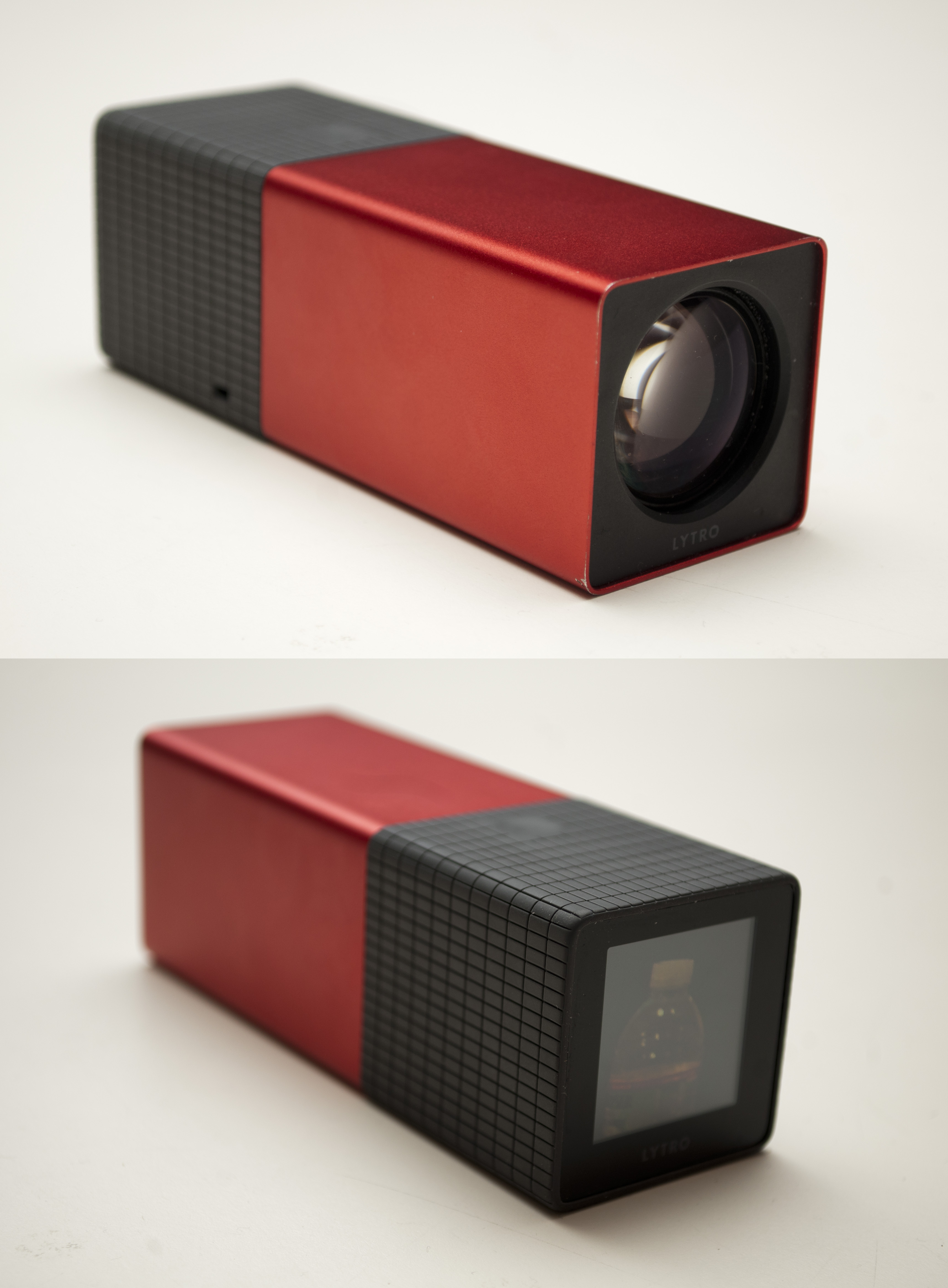
Fotoaparát Lytro zepředu a zezadu, je vidět objektiv a dotyková LCD obrazovka

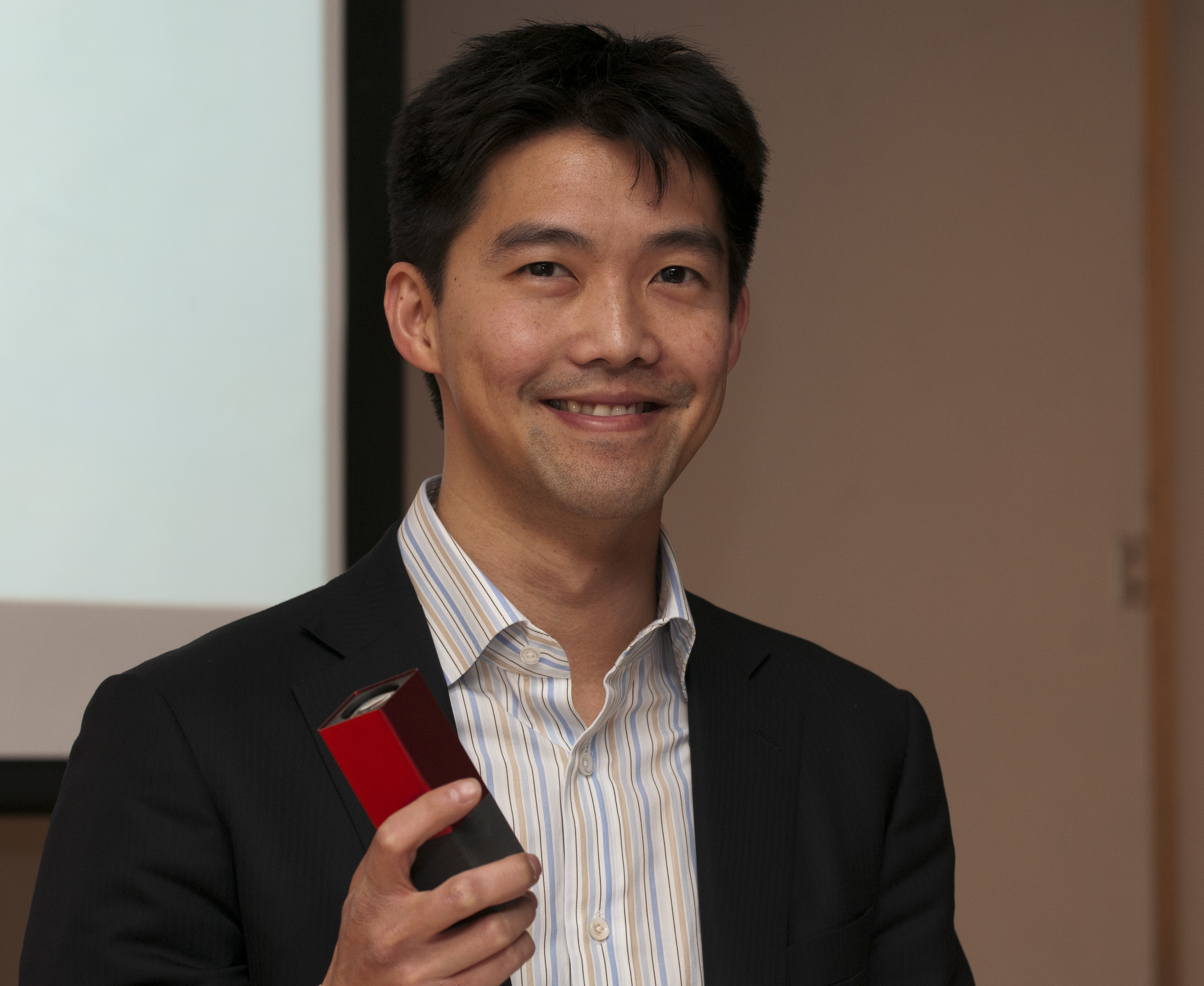
Ren Ng, vynálezce a zakladatel společnosti, představuje fotoaparát Lytro

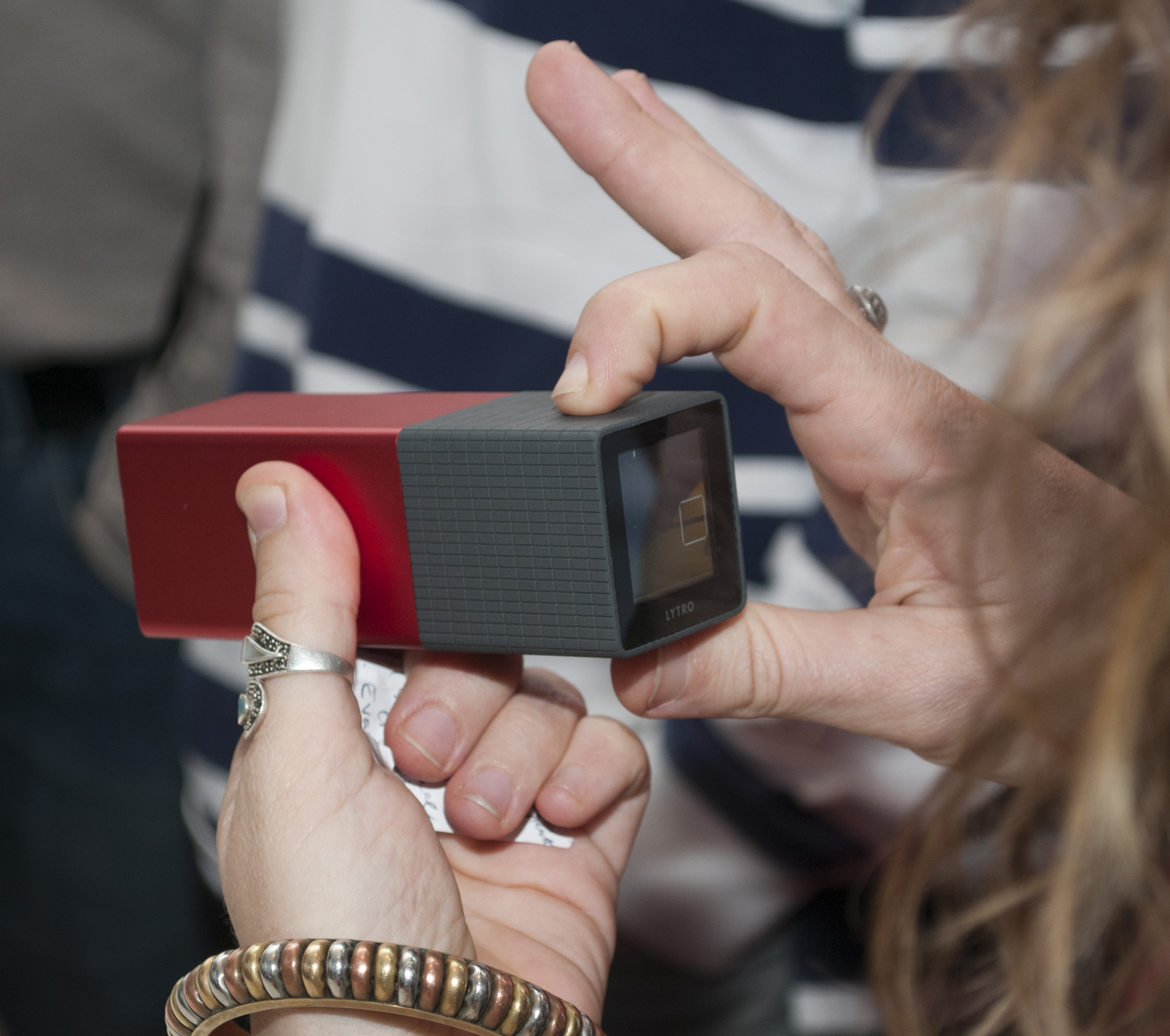
Fotografování s fotoaparátem Lytro

Lytro, Inc. je firma, kterou založil v roce 2006 Ren Ng, vědec pracující na Stanfordově univerzitě. Společnost od roku 2011 vyrábí plenoptický fotoaparát Lytro, který umožňuje uživatelům měnit zaostření dodatečně po pořízení snímku. Podle serveru TechCrunch, jsou plenoptické fotografické kamery jako Lytro "novým typem fotoaparátů, které dramaticky mění fotografii poprvé od 19. století". První fotoaparát společnosti šel do prodeje 19. října 2011 s pamětí 8 GB (za 399 USD) a ve verzi 16 GB (za 499 dolarů), a do expedice 29. února 2012. V únoru 2012 získala firma cenu Silicon Valley/San Jose Business Journal’s Idea and Innovation Award v kategorii spotřební elektroniky.

## Historie
Výrobky firmy jsou určeny pro spotřebitelské použití, na rozdíl od německé společnosti Raytrix, která také vstoupila na trh plenoptických fotoaparátů, ale která své výrobky vyrábí pro průmyslové a vědecké aplikace na poli fotografie.
Když Ren Ng pracoval ještě jako výzkumný pracovník ve Stanfordu, všiml si jak bylo neuvěřitelně obtížné zaostřit správně obraz a ve správnou chvíli zachytit letmý úsměv dcery jeho přítele. Po dokončení titulu Ph.D se Ng rozhodl využít svých zkušeností ve výzkumu světelného pole a odstartoval společnost, která dokázala vyrábět fotoaparáty využívající světelné pole, aby si jej mohli všichni „užít“. Společnost se nejdříve jmenovala Refocus Imaging, později se přejmenovala na Lytro.

Šéf společnosti Apple Steve Jobs se údajně před svou smrtí v roce 2011 setkal s generálním ředitelem Lytro Renem Ng, aby s ním probral vylepšení fotoaparátu iPhone.

## Produkty
Lytro je plenoptický fotoaparát vybavený maticí drobných čoček na snímacím čipu. Tato čidla zachytávají světlo z různých zdrojů a směrů. Fotoaparát samotný je hranol s čtvercovým průřezem, asi 12 centimetrů dlouhý, s objektivem na jednom konci a LCD dotykovým displejem na druhé straně. První generace fotoaparátu je dodávána ve dvou variantách: jedna s 8 GB paměti (za cenu 399 $ a uloží 350 obrázků) a druhá s 16 GB (za 499 $ a uloží 750 obrázků).

## Investoři
Dne 21. června 2011 Lytro navýšilo svou hodnotu přibližně na 50 milionů USD.

## Technologie
Fotografie s využitím světelného pole (známá jako plenoptická fotografie) zachycuje veškeré dostupné světlo ve scéně a jdoucí ve všech směrech. To funguje tak, že se hlavní obraz rozdělí řadou mikročoček nad obrazovým snímačem. Software fotoaparátu pak využívá tyto údaje k určení směrů příchozích světelných paprsků. Snímky se mohou ukládat na počítačích Apple; společnost však v roce 2012 plánuje uvolnit software pro Microsoft Windows.
Možnosti plenoptického fotoaparátu:
- Přeostření: Uživatelé mají možnost určovat rovinu ostrosti (zaostření) obrázků po jejich pořízení.[8][17]

- Rychlost: Vzhledem k tomu, že není třeba zaostřovat objektiv před pořízením snímku, mohou plenoptické fotoaparáty pořizovat snímky rychleji než konvenční digitální fotoaparáty.[8]

- Nízké rozlišení: Uživatelé mohou převádět snímky z fotoaparátu Lytro do klasického souboru JPEG s požadovanou rovinou ostrosti. Výsledný obraz je 1080 × 1080 pixelů – zhruba 1,2 megapixelu.[20]

- Vysoká citlivost: schopnost přizpůsobit zaostření až při dodatečném zpracování umožňuje použít objektiv s větší světelností než je možné u klasických fotoaparátů a umožňuje tak fotografování za zhoršených světelných podmínek bez blesku.[8][17]

- 3D snímky: Jelikož plenoptický fotoaparát zaznamenává údaje o hloubce (které umožňují měnit rovinu ostrosti), může být z jedné plenoptické fotografie v příslušném programu zkomponována stereofotografie.[21][22]

## Galerie

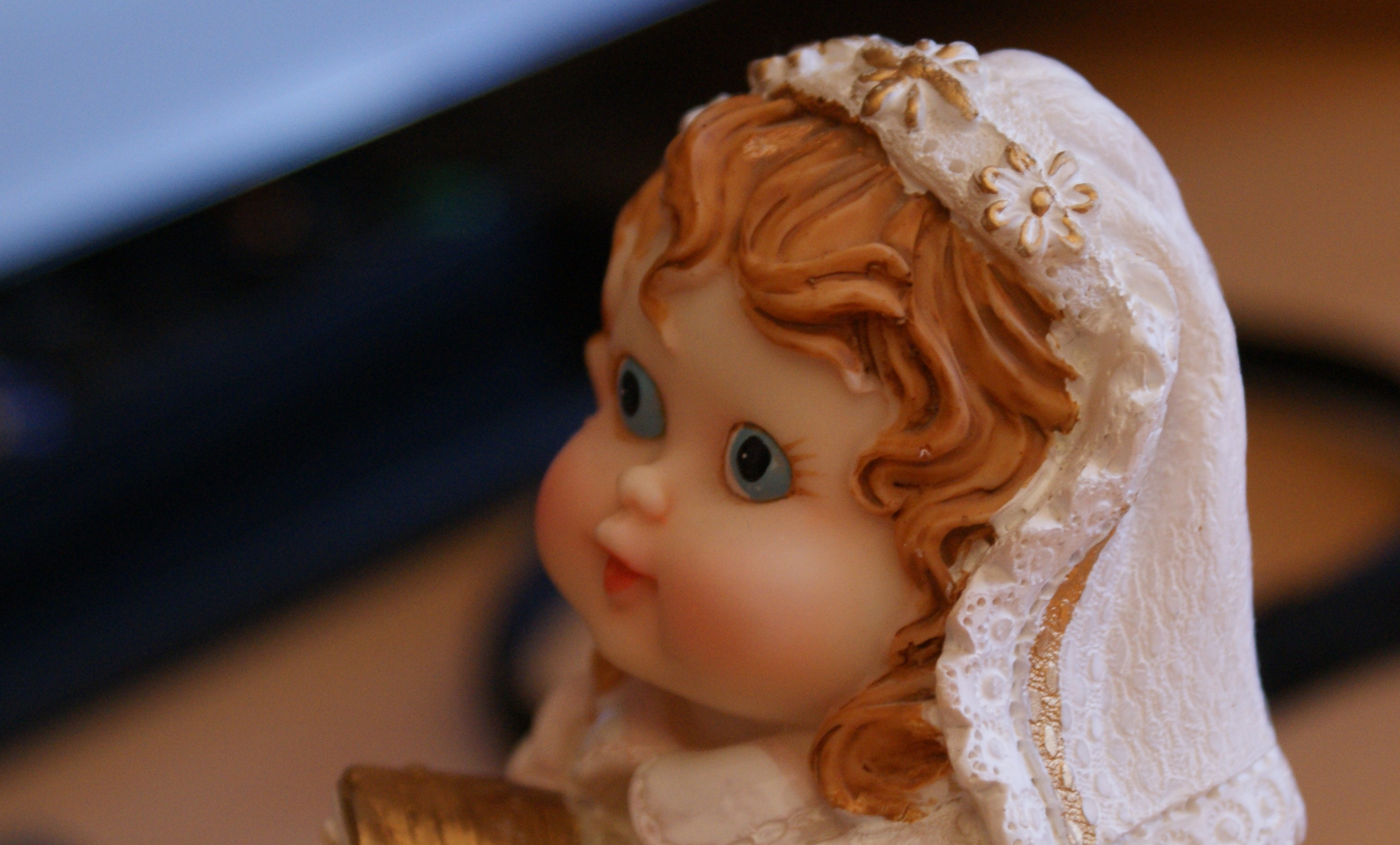
Fotoaparát Lytro pořídí snímek a autor se až následně může rozhodnout, která část bude ostrá a která nikoliv
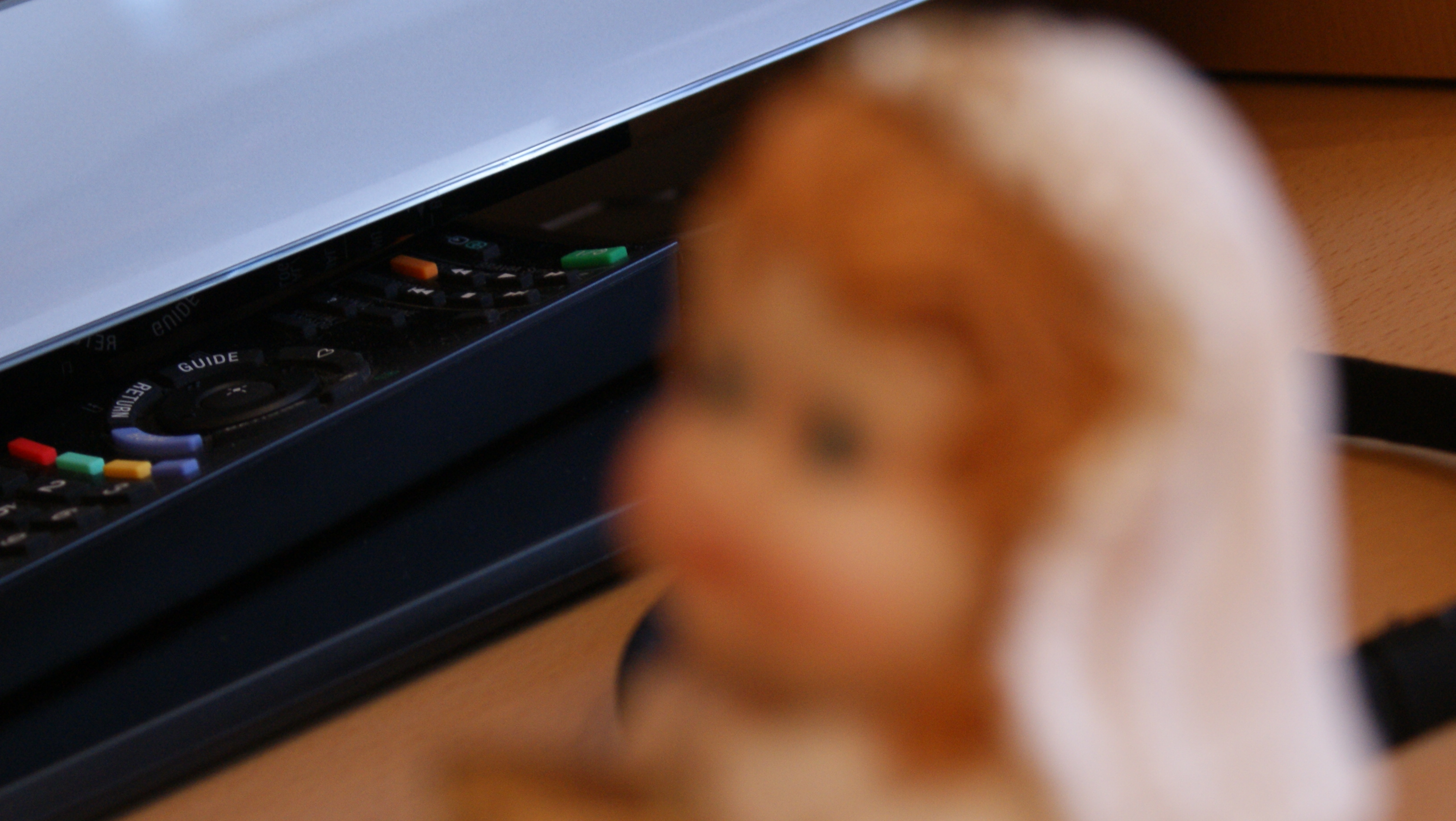
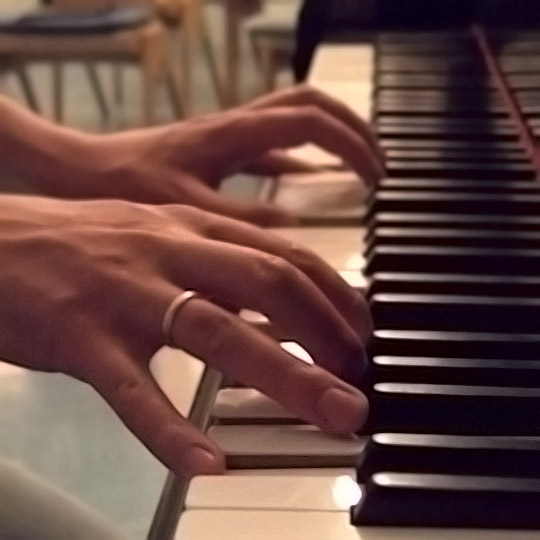
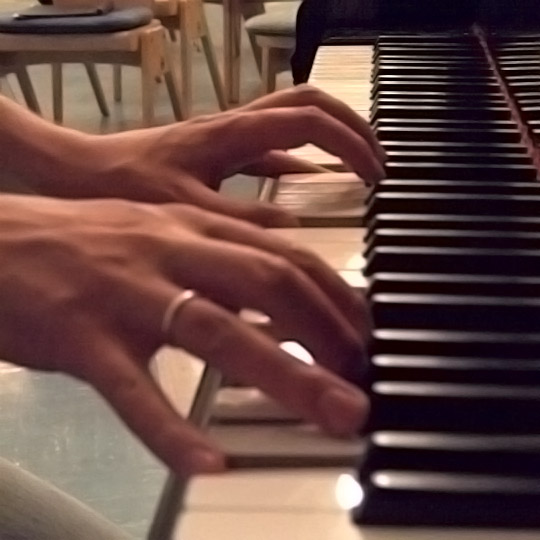